# Euproctis auranticolor
Euproctis auranticolor är en fjärilsart som beskrevs av Rothschild 1915. Euproctis auranticolor ingår i släktet Euproctis och familjen tofsspinnare. Inga underarter finns listade i Catalogue of Life.